# Zalog pri Škofljici
Zalog pri Škofljici je naselje v Občini Škofljica.
Gručasto vaško naselje na vzpetini s 340 do 365 metri nadmorske višine ob vzhodnem robu Barja. V vasi se je rodil slovenski pesnik Janez Nepomuk Primic.
Na grebenu vzhodno od vasi Glinek stoji Rusova kapelica, ki je bila postavljena v spomin na bitko med Avstrijsko in Francosko vojsko, ki se je v okolici odvijala 12. septembra 1813.